# Pseudo-Dionisie Areopagitul
Pseudo-Dionisie Areopagitul este un nume convențional dat unui scriitor creștin anonim din secolul V, care, sub numele Sfântului Dionisie Areopagitul a publicat patru tratate despre subiecte teologice.
Tratatul Despre numirile dumnezeiești, ca și cele două tratate despre ierarhii, încep cu cuvintele: „Presbiterul Dionisie către împreună-presbiterul Timotei” , Timotei fiind considerat a fi unul și același cu însuși destinatarul celor două epistole pauline omonime. Cele zece epistole sunt, de asemenea, adresate unor persoane din aceeași perioadă istorică: Ioan Evanghelistul, Gaius, Sosipatru, Policarp din Smirna, Tit (același cu destinatarul unei alte epistole pauline). În unele pasaje (Despre numirile dumnezeiești) Pseudo-Dionisie pretinde că ar fi fost învățat de către însuși Apostolul Pavel sau, în altă parte, că ar fi fost, împreună cu apostolii Iacov și Petru, să vadă trupul Fecioarei Maria, imediat după moartea acesteia. 
În Epistola VII Peudo-Dionisie spune că, aflându-se la Heliopolis în timpul crucificării lui Iisus Hristos, a văzut o eclipsă de soare (care, conform calculelor ulterioare, nu putea să aibă loc). Toate aceste lucruri au constituit, pentru câteva secole, temeiul de necontestat al datării lor autentice în timpurile apostolice. Autoritatea lor era una apropiată de cea a scripturilor în sine.
Pe de altă parte, există argumente, tot textuale, dar mai ales doctrinare, pentru plasarea mult mai târziu a textelor, undeva în secolul V d. Hr. Prima referință directă la textele areopagitice datează din anul 533, când episcopul eretic (monofizit) Sever al Antiohiei încearcă să argumenteze unele opțiuni doctrinare pe baza lor.
Nu este lipsit de importanță nici faptul că doctrina pseudo-areopagitică a ridicat unele probleme dogmatice. S-a spus, uneori, chiar că ea ar conține influențe neoplatonice dinspre Proclus (412-485), ultimul conducător al Școlii neoplatonice ateniene, înainte ca aceasta să fie închisă de către împăratul creștin Iustinian și ca ultimii ei reprezentanți să se mute în Persia. Unii exegeți susțin chiar că există pasaje pseudo-areopagitice care redau fidel fragmente întregi din Proclus.
Abia în perioada Renașterii această origine a fost contestată pentru ca, ulterior, să se accepte plasarea lor temporală prin secolul V. Numele de „Pseudo-Dionisie Areopagitul” este folosit astăzi ca o convenție, adevăratul autor al textelor rămânând necunoscut. Paternitatea areopagitică a textelor a fost pusă la îndoială pentru prima dată în perioada Renașterii, de către Lorenzo Valla (1405-1457), în urma contactului cu variante noi de traducere din limba greacă, prilejuite de exodul intelectualilor bizantini în occident.
Identitatea autorului rămâne însă necunoscută. Prin urmare, „Pseudo-Dionisie Areopagitul” nu înseamnă altceva decât acceptarea, convențională, a numelui folosit inițial, cu rezerva cunoscută. Uneori se folosește „Dionisie Pseudo-Areopagitul”, semn că numele autorului cvasi-anonim ar fi putut să fie foarte bine un „Dionisie”, dar altul decât cel menționat în textul biblic.
Dată fiind această situație și, în plus, elementele cert neoplatonice din textele sale, s-a putut spune că Dionisie era un neoplatonic încreștinat. Pe de altă parte, la fel de îndreptățit, se poate susține că avem de-a face cu un creștin „deghizat”, un teolog conștient de misiunea sa, aceea de a câștiga teren în fața sectelor neoplatonice.
Ceea ce se poate totuși spune este că autorul textelor a trăit probabil în ultima parte a secolului al V-lea, aproximativ în aceeași perioadă cu Boethius.
Oricine ar fi acest autor, continuăm să-l numim „Pseudo-Dionisie”, în lipsa unui nume real. Textele sale au fost introduse în cercurile intelectuale ale Romei în secolul IX de către Sf. Chiril din Tesalonic , unul din cei doi evangheliști ai slavilor. Deși prima traducere în limba latină a fost făcută de bibliotecarul Anastasius din Roma , influența sa imensă asupra gândirii scolastice se va datora traducerii lui Ioan Scottus Eriugena. Astfel, deși nu Eriugena a fost primul traducător al lui Dionisie, el a fost cu siguranță cel care l-a consacrat. În acest fel, Pseudo-Dionisie (prin Eriugena) reprezintă, alături de Boethius, o punte semnificativă între gândirea greacă și speculația teologică rațională a Occidentului medieval.

## Textele areopagitice
Textele traduse de către Eriugena constau în zece scrisori și patru tratate: 
- Despre numirile dumnezeiești;
- Despre teologia mistică;
- Despre ierarhia cerească;
- Despre ierarhia bisericească.

Ediții în limba română: 
- Sfântul Dionisie Areopagitul, Opere complete și Scoliile Sfântului Maxim Mărturisitorul, traducere, introducere și note de Pr. Dumitru Stăniloaie, ediție îngrijită de Constanța Costea, Editura Paideia, București, 1996.
- Dionisie Areopagitul, Despre numele divine. Teologia mistică Arhivat în 26 februarie 2021, la Wayback Machine. (ediție bilingvă), traducere din limba greacă, introducere, note, glosar de termeni și bibliografie de Marilena Vlad, Polirom, 2018.